# World Wonder Ring Stardom
World Wonder Ring Stardom, o para efectos legales Kabushiki Gaisha Stardom (株式会社スターダム Kabushiki Gaisha Sutādamu), y a menudo referida simplemente como Stardom (estilizada en mayúsculas como ST★RDOM), es una empresa de lucha libre profesional japonesa, fundada en septiembre de 2010 por el ex-promotor de Hyper Visual Fighting Arsion y JDStar, Rossy Ogawa, por la luchadora retirada, modelo y artista de artes marciales mixtas, Fuka Kakimoto, y por la veterana luchadora profesional Nanae Takahashi. Stardom es actualmente propiedad de la compañía japonesa de juegos de carta Bushiroad.
Stardom rápidamente se convirtió en una de las más importantes promociones de joshi puroresu, en gran parte gracias a la Gravure idol Yuzuki Aikawa convirtiéndose en la cara pública de la promoción. Así como JDStar, Stardom también pone gran énfasis en el atractivo físico de sus trabajadoras. El estilo de Stardom en el ring toma influencia de las artes marciales mixtas con muchas de sus luchadoras dependiendo de las patadas como parte principal de su ofensiva.
Stardom con frecuencia realiza eventos en Tokio, mientras que a menudo viaja a Osaka para eventos diurnos y nocturnos durante el mismo día. En 2020, el programa "We Are Stardom!!" comenzaría a emitirse en BS Nittele y Tokyo MX, lo que marca la primera vez que una promoción de joshi puroresu tiene un programa semanal de televisión nacional después de que All Japan Women's Pro-Wrestling (AJW) dejara Fuji TV en 2002.

## Historia

### Formación (2010-2011)

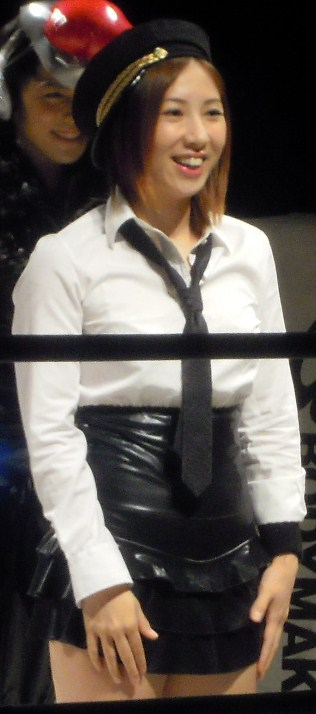
Fuka, la Gerente General de Stardom.

Después de retirarse de la lucha libre profesional el 29 de marzo de 2010, Fuka comenzó a entrenar a Yuzuki Aikawa, un ídolo en fotograbado firmado por Platinum Production, la misma agencia de modelos que ella, para una carrera en la lucha libre profesional. En abril, Hiroshi "Rossy" Ogawa, expromotora de JDStar, donde había pasado la mayor parte de su carrera, se acercó a Fuka para iniciar una nueva promoción en torno a Aikawa. Durante el verano siguiente, Fuka continuó entrenando a Aikawa para su próximo debut y también comenzó a entrenar a Arisa Hoshiki, Eri Susa, Kairi Hojo, Mayu Iwatani, Yoko Bito y Yoshiko para la nueva promoción de Ogawa. El 7 de septiembre, Ogawa celebró una conferencia de prensa para anunciar que el nombre de su nueva empresa sería World Wonder Ring Stardom. Originalmente, Ogawa había contemplado nombrar a su promoción Bito, antes de decidir irse con Stardom. En su lugar, el nombre de Bito se le dio a uno de los alumnos de Fuka como nombre de llamada. Fuka fue nombrada gerente general de la dicha empresa y la luchadora veterana Nanae Takahashi, la gerente de juego. Además de los aprendices de Fuka, a la promoción también se unió la colaboradora de Takahashi, Natsuki ☆ Taiyo, y la artista marcial mixta Mika Nagano, quien tuvo un pasado de lucha profesional con la promoción Ice Ribbon.
Stardom celebró su primer evento el 23 de enero de 2011, frente a una multitud agotada en el Shin-Kiba 1st Ring de Tokio, que también fue la ubicación del dojo de entrenamiento de Stardom. Originalmente, Stardom promovió eventos en "temporadas", con una temporada que duró, en promedio, dos meses. Durante el 2011, Stardom también se unió a la veterana de All Japan Women's Pro-Wrestling (AJW) Miho Wakizawa y al profesional independiente de larga data Io Shirai. Del gran grupo de modelos e ídolos entrenados por Fuka, el acto más exitoso, aparte de Aikawa, fue el equipo de adolescentes de Arisa Hoshiki y Mayu Iwatani, conocido colectivamente como AMA. Desde el principio, Stardom se distingue de otras promociones de joshi, ya que rara vez permite que sus trabajadores tomen otras reservas independientes.

### El inicio de la era (2011-2012)
Durante el verano de 2011, Stardom presentó sus dos primeros campeonatos, Campeonato Mundial de Stardom y Campeonato Maravilla de Stardom, los títulos superior y secundario de la empresa, respectivamente. En octubre, Stardom comenzó el primer torneo por equipo por los Campeonato de las Diosas de Stardom, que culminó el 27 de noviembre con la coronación de las primeras campeonas femeniles en parejas. Stardom tiene la mayoría de sus eventos en Shin-Kiba 1st Ring, pero durante su primer año también tuvo dos eventos en Korakuen Hall, comúnmente usados por las empresas de joshi puroresu para sus eventos más grandes. Las oficinas centrales de Stardom se ubicaron originalmente en Katsushika, Tokio, pero en diciembre de 2012 se mudaron a Kōtō, Tokio.
El 5 de agosto de 2012, Stardom anunció que iba a dirigir el Ryōgoku Kokugikan de Tokio el 29 de abril de 2013, convirtiéndose en la primera empresa de joshi desde Ladies Legend Pro-Wrestling (LLPW) el 12 de febrero de 2007, para celebrar un evento en la arena con un capacidad de 13.000. En octubre de 2012, Yoko Bito, quien fue vista como una futura perspectiva "as", anunció su retiro debido a lesiones en la espalda y el cuello. El siguiente mes de diciembre, la estrella posiblemente más grande de Stardom, Yuzuki Aikawa, también anunció que se retiraría de la lucha profesional en el espectáculo Ryōgoku Kokugikan. Durante el evento final de 2012 el 24 de diciembre, Stardom anunció la creación del quinto título activo de la promoción, el Campeonato Artístico de Stardom, un título de tríos de mujeres.

### El Post-Aikawa (2013-2014)

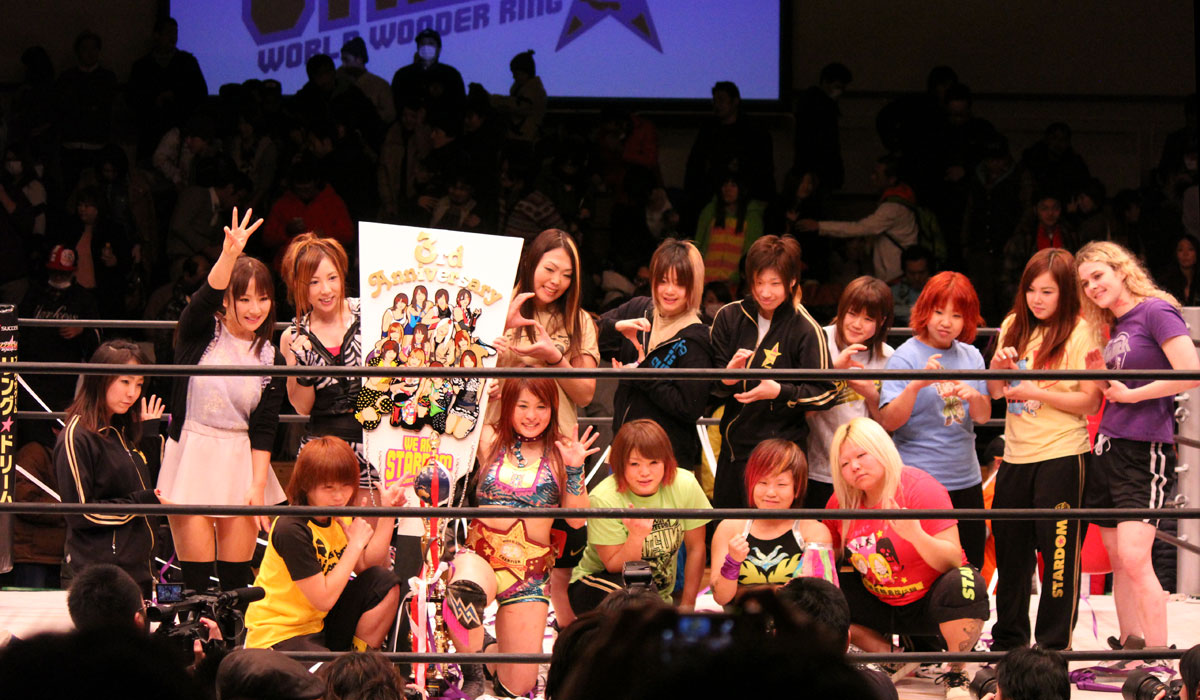
Luchadoras de Stardom en el evento del tercer aniversario de la promoción en abril de 2014.

Siguiendo a Ryōgoku Cinderella, Stardom comenzó lo que se conoce como "Capítulo Dos"; La era post-Aikawa. La empresa intentó llenar el vacío dejado por Aikawa dando un empujón al nuevo equipo de ídolos de Kairi Hojo y Natsumi Showzuki, conocido colectivamente como Ho-Show Tennyo. Este plan fue frustrado rápidamente por Showzuki que sufrió una lesión en la columna cervical en mayo de 2013, lo que la llevó a abandonar Stardom el siguiente mes de julio. A pesar de que ya había hecho algunas apariciones para Stardom en 2012, durante el año 2013, la luchadora canadiense Dark Angel se convirtió en una luchadora de tiempo parcial de la lista de ascensos, y celebró el Campeonato Maravilla de Stardom durante todo el año. Otros extranjeros que se unieron a la empresa incluyeron a la luchadora alemana Alpha Female, quien sostuvo el Campeonato Mundial de Stardom a principios de año y el Campeonato Artística del Stardom más adelante en el año.
El 2 de junio de 2013, Stardom celebró su primer evento en Korakuen Hall después de la despedida de Aikawa, a la que asistieron 935 aficionados, frente a los 1,250 del evento anterior en el lugar y la segunda cantidad más baja de asistentes que el evento atrajo al evento. La asistencia también se redujo en Shin-Kiba 1st Ring luego de la salida de Aikawa de la empresa. El evento del 17 de agosto de Stardom en Korakuen Hall contó con la asistencia de 860 fanáticos, la asistencia más baja de la empresa en la sede.
Mientras tanto, Stardom continuó tratando de encontrar un reemplazo para Yuzuki Aikawa y, a finales de 2013, presentó el ídolo de huecograbado Yuuna Suzuki, quien fue catalogado como el "segundo Yuzupon" e hizo su debut en la empresa el 12 de enero de 2014, bajo el nombre de Yuna Manase. Ella, sin embargo, renunció a la promoción apenas un año después, luego de una serie de lesiones. El 26 de enero, Natsuki☆Taiyo anunció que se retiraría de la lucha libre profesional el 1 de junio. Su lucha de retiro atrajo a 1,415 fanáticos al Korakuen Hall.

### Declive de Stardom (2014-2016)
El tercer capítulo de Stardom comenzó el 10 de agosto de 2014, cuando Yoshiko, uno de los aprendices originales de la empresa, derrotó a Io Shirai por el Campeonato Mundial de Stardom, finalizando su reinado de quince meses. El 23 de septiembre de 2014, Stardom estableció una sucursal estadounidense de la promoción con Melissa nombrada como su presidenta. También se anunció un contrato con el sitio de transmisión de internet estadounidense ClickWrestle. Stardom también anunció que la empresa celebraría su cuarto aniversario en 2015 al presentar shows mensuales en Korakuen Hall, convirtiéndose en la primera empresa de lucha libre femenil en diez años en hacerlo. El 3 de noviembre, otro de los veteranos de Stardom, Miho Wakizawa, anunció que se retiraría de la lucha libre profesional el 23 de diciembre. El 17 de diciembre, Stardom anunció que la empresa estaba trasladando su dojo de Shin-Kiba 1st Ring a Minato, Tokio a Instalación que ahora compartían con DDT Pro-Wrestling y Pro Wrestling ZERO1.
El 22 de febrero de 2015, el evento de Stardom en Korakuen Hall terminó en controversia, cuando el evento principal, donde Yoshiko defendió el Campeonato Mundial de Stardom contra Act Yasukawa, tuvo que terminar prematuramente. Según los informes, el combate vio a Yoshiko en comenzó a Shoot a Yasukawa, golpeándola legitimamente hasta el punto de que el combate debía ser detenido. Después del combate, Yasukawa, con una cara ensangrentada y muy hinchada, fue llevada de urgencia a un hospital de Tokio, donde se le diagnosticó fractura de mejillas, huesos nasales y orbitales, lo que requeriría cirugía. El presidente de Stardom, Rossy Ogawa, se disculpó públicamente por el incidente y convocó una reunión de emergencia para el 23 de febrero con el gerente general Fuka y las principales luchadoras Nanae Takahashi, Io Shirai y Kyoko Kimura para discutir la situación. 
Poco después del incidente, varios luchadores de Stardom fueron marginados por lesiones, incluidos las luchadoras veteranas Nanae Takahashi y Kyoko Kimura, lo que provocó una situación en mayo, donde tres de los cinco campeonatos de la empresa se habían declarado vacantes simultáneamente. El 12 de mayo, Stardom sufrió otro golpe importante, cuando una de las principales luchadoras de la promoción, miembros fundadores y entrenadores, Nanae Takahashi, anunció en una entrevista con Tokyo Sports que ella dejaría la empresa inmediatamente. Según informes, se había peleado con la gerencia de la empresa con respecto al castigo de Yoshiko después de su incidente con Yasukawa. La renuncia fue confirmada en una conferencia de prensa al día siguiente por Takahashi y Rossy Ogawa. El 31 de mayo, Rossy Ogawa anunció que Yoshiko no regresaría de su suspensión, sino que decidió retirarse de la lucha libre profesional. Su ceremonia de retiro tuvo lugar el 14 de junio. 
En septiembre de 2015, la veterana luchadora Madusa fue nombrada comisionada de Stardom. En octubre de 2015, Stardom realizó dos espectáculos en el condado de Los Ángeles, California. El 1 de diciembre, Act Yasukawa anunció que se retiraría de la lucha libre profesional el 23 de diciembre. La vista de Yasukawa no se había recuperado completamente del incidente con Yoshiko, lo que llevó a su médico a recomendarle que abandonara la lucha. Mientras tanto, Yoshiko regresó a la lucha profesional el 11 de enero de 2016, ahora asociado con la nueva empresa Seadlinnng de Nanae Takahashi.

### Reconstrucción y expansión mundial (2016-2019)
El 17 de febrero, Stardom anunció un nuevo proyecto de colaboración con Actress Girl'Z llamada "StaArt", que combina la lucha profesional con la actriz y las actividades de Tarento. Ese mismo mes, Stardom lanzó Stardom World, un servicio de transmisión de pago a nivel mundial a través de YouTube. El servicio se trasladó más tarde a su propio sitio web. En abril, Io Shirai, Kairi Hojo y Mayu Iwatani representaron a Stardom en los Estados Unidos, en los eventos de trabajo para Lucha Underground y Vendetta Pro Wrestling. El 29 de abril de 2016, Yoko Bito anunció que regresaba a la lucha libre profesional y a Stardom.
Su primera lucha en cuatro años tuvo lugar el 16 de junio. En mayo, las luchadoras de Stardom participaron en una gira europea, durante la cual la empresa introdujo un nuevo título, el Campeonato Mundial de SWA (SWA). El 2 de octubre, Stardom anunció oficialmente la contratación de la neozelandés Toni Storm. Ese mismo mes, Stardom recibió el control temporal sobre el NWA Western States Tag Team Championship por Vendetta Pro Wrestling, en nombre de la National Wrestling Alliance (NWA), mientras que las campeonas reinantes, The Twisted Sisterz (Holidead y Thunder Rosa), estaban de gira de la empresa. En febrero de 2017, Stardom anuncio la alianza con la empresa estadounidense Ring of Honor (ROH) para un campamento de prueba en busca de luchadores para la división femenina (Women of Honor) de ROH, que también podría ganar una gira por Japón con Stardom. El 30 de abril, Stardom anunció que presentaría un show en Taiwán el 21 de octubre de 2017.
Poco después se informó que dos de las mejores luchadoras de Stardom, Io Shirai y Kairi Hojo, habían aceptado ofertas de contratos de la WWE y se iban a abandonar la compañía. Shirai, sin embargo, terminó quedándose en Stardom debido a que WWE rescindió su oferta de contrato luego de un examen médico (A pesar de esto, WWE revertiría esta decisión un año más tarde y contrató a Shirai que abandonó Stardom según lo planeado). El 1 de noviembre, Kagetsu y Tam Nakano, quienes habían trabajado para Stardom como freelancers, se unieron oficialmente a la empresa. El 18 de febrero de 2018, Stardom anunció la creación del séptimo título activo de la empresa, Campeonato Futuro de Stardom, el título está destinado a luchadoras con menos de dos años de experiencia en lucha libre profesional o menores de 20 años.
El 17 de octubre de 2019, Stardom fue comprada por Bushiroad. El 4 de enero de 2020, Mayu Iwatani y Arisa Hoshiki se enfrentaron a Hana Kimura y Giulia en un dark match, marcando el primer encuentro femenino en un evento Wrestle Kingdom 14 en la New Japan Pro-Wrestling.

### Stardom y pandemia de COVID-19 (2020-2021)
Además del espectáculo en Korakuen Hall del 8 de marzo, Stardom canceló todos los eventos restantes de marzo debido a la pandemia de coronavirus (COVID-19). La función llamada "No People Gate" se presentó desde Korakuen Hall sin público el 8 de marzo y se transmitió en vivo en su canal de YouTube. El próximo show de Stardom sería el Cinderella Tournament  el 24 de marzo, y se llevó a cabo en Korakuen Hall con un número limitado de boletos vendidos en la puerta. Los fanáticos y el personal del lugar pasaron por controles de temperatura y las máscaras faciales fueron obligatorias. Se cancelaron eventos adicionales durante abril y mayo, lo que significa que el espectáculo de Stardom’s Ota Ward Gym  y los espectáculos producidos por la unidad que se realizaron durante la semana dorada a principios de mayo ya no se llevarían a cabo.
El 23 de mayo de 2020, Hana Kimura cometió un suicidio a los veintidós años, en su domicilio en Kōtō, Tokio.
El 15 de agosto de 2020, Stardom canceló un espectáculo del sábado en Osaka, deteniendo el Gran Premio de 5 estrellas, después de que un artista dio positivo por COVID-19.
El 20 de diciembre de 2020, el nivel de experiencia requerido para el título Future of Stardom se cambió de dos años a menos de tres años de experiencia en lucha libre.

### Regreso al ring y salida de Ogawa (2022-presente)
El 20 de noviembre de 2022, Stardom celebró un evento co-promocionado con la promoción hermana New Japan Pro-Wrestling llamado Historic X-Over. El 29 de julio, Stardom y NJPW anunciaron el Campeonato Femenino de IWGP, un título para Stardom que se defendería en eventos de NJPW tanto en Japón como en Estados Unidos y la campeona inaugural sería coronada en Historic X-Over. En el evento, Kairi derrotó a Iwatani para convertirse en la campeona inaugural.
El 15 de diciembre de 2023, Stardom fue anunciado como uno de los miembros fundadores de la alianza United Japan Pro-Wrestling, un esfuerzo conjunto para desarrollar aún más la lucha libre profesional en Japón a través de la promoción y organización, con Seiji Sakaguchi como presidente del proyecto.
El 5 de febrero de 2024, se anunció que Bushiroad había despedido a Rossy Ogawa de la empresa.El ex-promotor negó las acusaciones, sin embargo, formó una nueva promoción de lucha femenina, Dream Star Fighting Marigold, llevándose consigo varias luchadoras que formaban parte de Stardom, en especial Giulia y Utami Hayashishita

## Características
Stardom posee elementos que la distinguen de otras promociones de lucha libre
- El plantel está dividido en Stables, es decir, en grupos de luchadoras. En la actualidad hay 6 stables fijos: Queen's Quest, Oedo Tai, STARS, Cosmic Angels, God's Eye y Empress Nexus Venus, más un stable de agentes libres (7Upp). Amén a esto, pueden presentarse luchadoras independientes (solas o en stables) que no estén afiliadas a ninguno de estos stables. Y es común que dentro de cada stable haya unidades o subgrupos que actúen diferente entre sí, se programen luchas entre integrantes de un mismo stable (estén o no en diferentes unidades, e incluso que todo el stable luche entre sí) y que además, se pacten luchas en donde se puedan robar miembros de un stable o directamente, disolver, crear o absorber un stable.
- Además de ganar por cuenta de 3 (pinfall o puesta de espalda) o sumisión, también se puede ganar arrojando a la oponente por encima de la tercera cuerda, como ocurre en las Battle Royal. Sin embargo, en determinadas luchas, esta regla puede ser abolida. La mayoría de las luchas tienen un determinado tiempo (por lo general 10 minutos), si la lucha excede el límite, se declarará empate, aunque esta regla puede también ser suprimida. En algunos torneos de eliminación, como el Cinderella Tournament, si dos luchadoras empatan, son eliminadas del torneo haciendo que la luchadora que enfrentaría a la ganadora avance por descarte.

## Campeonas actuales
La WWRS posee 6 campeonatos principales activos.
- El World of Stardom Championship (Campeonato Mundial de Stardom), campeonato máximo de la compañía
- El Wonder of Stardom Championship (Campeonato Maravilla de Stardom), campeonato secundario.
- El Goddess of Stardom Championship (Campeonato de las Diosas de Stardom), campeonato de parejas.
- El Artist of Stardom Championship (Campeonato Artístico de Stardom), campeonato de tríos.
- El Stardom High Speed Championship (Campeonato de Alta Velocidad de Stardom), campeonato para luchadoras de agilidad.
- El SWA World Championship (Campeonato de la Asociación Mundial Stardom), título que se disputa además en las compañías asociadas a Stardom

Y dos campeonatos juveniles
- El Future of Stardom Championship (Campeonato del Futuro de Stardom)
- El New Blood Tag Team Championship (Campeonato por equipos de la Nueva Sangre), que no solo involucra a luchadoras de Stardom

Además, las luchadoras de Stardom tienen derecho de competir por el IWGP Women's Championship y el NJPW STRONG Women's Championship de New Japan Pro-Wrestling, promoción asociada.

## Próximos eventos
En la siguiente tabla, se exponen los eventos actuales de Stardom en curso, a la izquierda el que acaba de ocurrir, en medio el evento en producción, y el derecho el evento por realizarse:

| Predecesor: Stardom Dream Queendom | Stardom Nagoya Supreme Fight 29 de enero de 2022 | Sucesor: TBA |

## Personal de World Wonder Ring Stardom

### Plantel de luchadoras y otros

#### Luchadoras fijas
| Nombre         | Nombre Real       | Facción             | Notas                                                                              |
| -------------- | ----------------- | ------------------- | ---------------------------------------------------------------------------------- |
| Ami Sourei     | Ami Miura         | God's Eye           | Campeona Artística de Stardom.                                                     |
| AZM            | Desconocida       | Queen's Quest       |                                                                                    |
| Fukigen Death  | Kaori Yoneyama    | Oedo Tai            | También es promotora de YMZ Pro Wrestling                                          |
| Hanako         | Hanako Ueda       | Empress Nexus Venus |                                                                                    |
| Hanan          | Desconocida       | STARS               | Campeona por Equipos de New Blood                                                  |
| Hazuki         | Reo Hazuki        | STARS               |                                                                                    |
| Hina           | Desconocida       | Queen's Quest       |                                                                                    |
| Koguma         | Desconocida       | STARS               |                                                                                    |
| Konami         | Konami Takemoto   | God's Eye           |                                                                                    |
| Kurara Sayaka  | Desconocida       | Cosmic Angels       |                                                                                    |
| Lady C         | Chie Nagatani     | Queen's Quest       | También lucha como "Super Strong Stardom Giant Machine"                            |
| Maika          | Desconocida       | Empress Nexus Venus | Campeona del Mundo de Stardom. Campeona Artística de Stardom.                      |
| Mayu Iwatani   | Mayu Iwatani      | STARS               | Campeona Femenina de la IWGP                                                       |
| Mei Seira      | Mei Hoshizuki     | Agente libre        | Campeona de las Diosas de Stardom.                                                 |
| Mina Shirakawa | Mina Shirakawa    | Empress Nexus Venus | Campeona Artística de Stardom.                                                     |
| Miyu Amasaki   | Miyu Matsuda      | Queen's Quest       |                                                                                    |
| Momo Kohgo     | Shieru Wakana     | STARS               |                                                                                    |
| Momo Watanabe  | Momo Watanabe     | Oedo Tai            |                                                                                    |
| Natsupoi       | Natsumi Maki      | Cosmic Angels       | Inactiva (Discopatía cervical)                                                     |
| Natsuko Tora   | Natsuko Tora      | Oedo Tai            |                                                                                    |
| Rian           | Desconocida       | Agente libre        |                                                                                    |
| Ranna Yagami   | Desconocida       | God's Eye           |                                                                                    |
| Rina           | Desconocida       | Oedo Tai            | Campeona del Futuro de Stardom.                                                    |
| Ruaka          | Desconocida       | Oedo Tai            |                                                                                    |
| Saki Kashima   | Saki Kashima      | God's Eye           |                                                                                    |
| Sakura Aya     | Sakura Ishiguro   | Cosmic Angels       |                                                                                    |
| Saya Iida      | Desconocida       | STARS               | Campeona por Equipos de New BloodTambién lucha como "Super Strong Stardom Machine" |
| Saya Kamitani  | Saya Kamitani     | Queen's Quest       | Campeona de Alta Velocidad.                                                        |
| Sayaka Kurara  | Desconocida       | Cosmic Angels       |                                                                                    |
| Starlight Kid  | Desconocida       | Oedo Tai            | Su identidad se mantiene en secreto al estilo de la Lucha libre mexicana           |
| Syuri          | Syuri Kondo       | God's Eye           | Campeona Artística de Stardom.                                                     |
| Tam Nakano     | Ai Taniguchi      | Cosmic Angels       |                                                                                    |
| Thekla         | Thekla Kaischauri | Agente libre        |                                                                                    |
| Waka Tsukiyama | Desconocida       | Empress Nexus Venus |                                                                                    |
| Yuna Mizumori  | Desconocida       | Cosmic Angels       |                                                                                    |
| Yuzuki         | Desconocida       | STARS               |                                                                                    |

#### Luchadoras sin contrato fijo
| Nombre                 | Nombre real               | Stable              | Notas                              |
| ---------------------- | ------------------------- | ------------------- | ---------------------------------- |
| Karma                  | Haruka Umesaki            | Oedo Tai            |                                    |
| Mercedes Moné          | Mercedes Kaestner-Varnado | Agente libre        |                                    |
| Nanae Takahashi        | Nanae Takahashi           | 7Upp                |                                    |
| Saori Anou             | Saori Anou                | Cosmic Angels       | Campeona Maravilla de Stardom.     |
| Scandinavian Hurricane | Desconocido               | God's Eye           |                                    |
| Suzu Suzuki            | Suzu Suzuki               | Agente libre        | Campeona de las Diosas de Stardom. |
| Xena                   | Desconocido               | Empress Nexus Venus | Campeona Artística de Stardom.     |
| Yuu                    | Desconocido               | 7Upp                |                                    |

#### Equipos de Stardom
En negrita, las líderes de cada uno.
| Nombre              | Miembros                                                                              | Notas |
| ------------------- | ------------------------------------------------------------------------------------- | --- |
| Empress Nexus Venus | Mina Shirakawa, Maika, Waka Tsukiyama, Xena y Hanako                                  | - Anteriormente conocidas como Club Venus y miembros de Cosmic Angels - Shirakawa y Maika aparecen como colíderes - Xena es una agente libre asociada - Dentro del stable se destaca el equipo Moonlight Venus (Shirakawa y Tsukiyama)           |
| Cosmic Angels       | Tam Nakano, Saori Anou, Natsupoi,Yuna Mizumori y Kurara Sayaka                        | - Dentro del stable se destacan los equipos Meltear (Nakano y Natsupoi) y REstart (Anou y Natsupoi, anteriormente un stable) - Anteriormente miembros de STARS                                                                                   |
| God's Eye           | Syuri, Konami, MIRAI, Ami Sourei, Saki Kashima, Ranna Yagami y Scandinavian Hurricane | - Dentro del stable se destacan los equipos The New Eras (Mirai y Sourei), Abarenbo GE (Syuri, Mirai y Sourei) y Anecon (Syuri y Kashima) - Scandinavian Hurricane es una agente libre asociada                                                  |
| 7Upp                | Nanae Takahashi y Yuu                                                                 | - Anteriormente conocidas como Neo Stardom Army - Equipo de agentes libres |
| Oedo Tai            | Natsuko Tora, Ruaka, Rina, Fukigen Death, Starlight Kid, Momo Watanabe y Karma        | - Dentro del stable se distinguen los grupos BMI2000 (Tora y Ruaka), YoungOED (Rina, Ruaka y Kid), Black Desire (Kid y Watanabe), y Unique Glare (Kid, Ruaka y Karma) - Karma es una agente libre asociada - Es el stable más antiguo de Stardom |
| Queen's Quest       | Utami Hayashishita, AZM, Hina, Saya Kamitani, Lady C y Miyu Amasaki                   | - Dentro del stable se distinguen los grupos AphroditE (Hayashishita y Kamitani) y 02line (AZM y Amasaki) |
| STARS               | Mayu Iwatani, Hanan, Hazuki, Koguma, Saya Iida, Momo Kohgo y Yuzuki                   | - Dentro del stable se distinguen los grupos FwC (Hazuki y Koguma), wing★gori (Iida y Hanan), Eye Contact (Iwatani y Hanan), H&M's (Iwatani, Hanan y Kohgo) y Classmates (Hazuki, Iida y Koguma)                                                 |

#### Personal
| Name            | Real name       | Notes                              |
| --------------- | --------------- | ---------------------------------- |
| Barb Sasaki     | Sena Sasaki     | Árbitro principal                  |
| Daichi Murayama | Daichi Murayama | Árbitro principal                  |
| Duke Sado       | Duke Sado       | Árbitro principal                  |
| Rin Tateishi    | Rin Tateishi    | Anunciadora de ring                |
| Takaaki Kidani  | Takaaki Kidani  | Representante de Bushiroad         |
| Taro Okada      | Taro Okada      | Presidente                         |
| Yoritaka Ando   | Yoritaka Ando   | Anunciadora de ring                |
| Yurie Kozakai   | Yurie Kozakai   | Anunciadora de ring, cronometrista |
| Yuzuki Watase   | Yuzuki Watase   | Anunciadora de ring                |